# Персональная тренировка
Персональная тренировка - вид услуги в фитнесе, основанный на личном взаимодействии тренера и клиента.

## Описание
Персональной тренировкой считается услуга, при которой фитнес-тренер на протяжении всего времени занятия работает с клиентом тет-а-тет, не отвлекаясь на других людей и посторонние дела.
В зависимости от поставленных целей и согласованных условий, занятие может проходить в тренажерном зале фитнес-клуба, в залах группового фитнеса, в бассейне, на улице, в зале детского фитнеса, в специализированной студии или онлайн.
На персональной тренировке инструктор внимательно отслеживает технику движений подопечного, обеспечивает необходимый уровень безопасности, формирует мотивацию и выстраивает занятие согласно правилам применяемых методик.
Исследования показали, что использование данной услуги повышает качество тренировок.
Важной особенностью персональных занятий является индивидуальный подход, который обеспечивается при помощи обязательной визуальной оценки опорно-двигательного аппарата, применения специальных двигательных тестов и формирования матрицы обучения движениям для каждого отдельного человека.
В случае, если проводится цикл персональных тренировок, должен быть составлен план занятий, опирающийся на принципы периодизации, что обеспечит достижение нужных результатов. Качественный специалист при запросе со стороны подопечного показывает не только проработанную стратегию работы, но и анализ динамики результатов по каждому ключевому элементу.

## Преимущества
- Снижение риска получения травмы
- Повышение динамики достижения результатов
- Возможность решать смежные задачи
- Сохранение мотивации на протяжении длительного времени
- Разнообразие тренировок
- Контроль самочувствия и коррекция занятий для отсутствия эффекта перетренированности
- Эффективный подбор методик и нагрузки
- Обучение правильной технике движений

## Персональные тренировки в России
На территории Российской Федерации персональные тренировки могут вести только тренеры, обладающие дипломом фитнес-тренера установленного образца, который соответствует профессиональным стандартам. По этой причине посетителям фитнес-клубов или желающим воспользоваться данной услугой в студии или онлайн, необходимо запрашивать подтверждение о наличии образовательных документов у инструктора, что значительно снизит риск от тренировок. Все дипломы вносятся в государственный реестр ФИС ФРДО, что является нормой для крупных российских фитнес-школ вроде Evotren, FPA или World Class University.
В России, на данный момент, всё еще высок процент исполнителей, которые не имеют специализированного образования и работают на позиции тренера исключительно в связи с личной спортивной активностью. Тренировки с такими инструкторами могут привести к травмам, развитию мышечных дисбалансов, ухудшению самочувствия или просто отсутствию результатов.
Стоимость данных услуг сравнительно высока, поэтому клиенты данного направления должны предъявлять повышенные требования к тренерам.

## Проблема низкого качества услуг
В связи с частой необразованностью тренерского состава и высоким дефицитом кадров в фитнес-клубах, повсеместно наблюдаются негативные факторы, связанные с данными типом услуг. А именно:
- Тренер отвлекается во время занятия на телефон или посторонних
- Инструктор использует типовые схемы занятий, что увеличивает риск получения травмы
- Не проводится процесс адаптации подопечного к нагрузкам: например, в тренировку сразу вставляются сложные многосуставные упражнения под нагрузкой, такие как приседания со штангой, жим лежа, становая тяга, ягодичный мост и другие подобные, что приводит к формированию некорректных двигательных стереотипов
- Составляются программы питания, что тренеры не имеют права делать, не обладая необходимыми компетенциями и образованием, и что приводит к риску развития ряда болезней или недомогания
- Не учитываются правила периодизации, приводя в ряде случаев к перетренированности

Перечисленные риски для клиентов снижаются, если их инструктор постоянно проходит различные обучения и повышает свою квалификацию.

## См.также
- Фитнес
- Тренер
- Коррекционный фитнес